# Сайт-направленный мутагенез

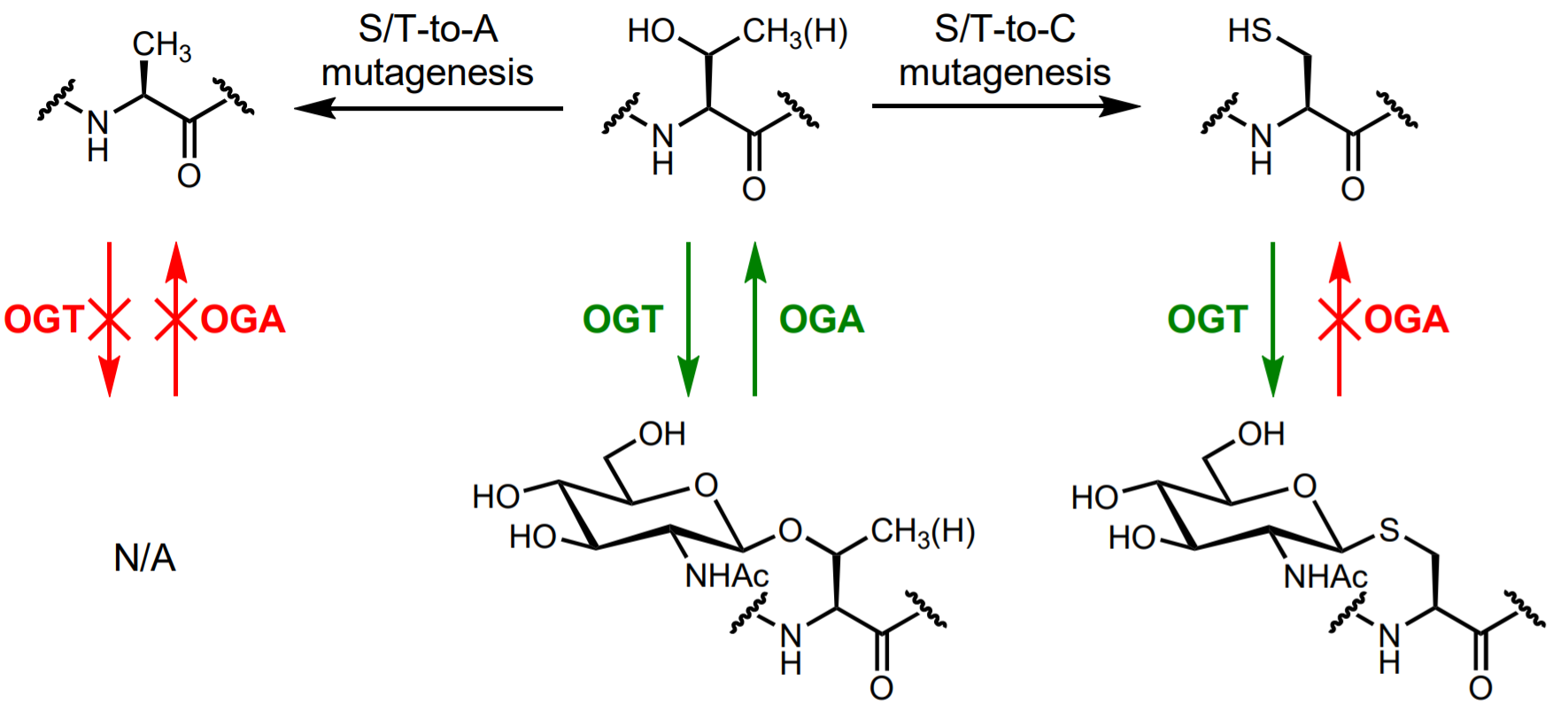
Сайт-направленный мутагенез. Синтезируют пару праймеров, несущих мутацию, и пару праймеров, комплементарных концам нужного фрагмента ДНК. В ходе первых двух реакций образуются фрагменты ДНК с мутацией, которые объединяют в третьей реакции. Полученный фрагмент вставляют в нужную генно-инженерную конструкцию.

Сайт-направленный мутагенез (англ. site-directed mutagenesis) (сайт-специфический мутагенез или олигонуклеотид-направленный мутагенез) является методом молекулярной биологии, который используется, чтобы создать конкретные и преднамеренные изменения в последовательности ДНК, гена и продуктов генов. Используется для исследования структуры и биологической активности ДНК, РНК и белков, а также для белковой инженерии.
Сайт-направленный мутагенез является одним из наиболее важных лабораторных методов для введения мутаций в последовательность ДНК. Существуют многочисленные способы для достижения сайт-направленного мутагенеза, но в связи с уменьшением стоимости синтеза олигонуклеотидов, искусственный синтез генов в настоящее время иногда используется в качестве альтернативы сайт-направленного мутагенеза. С 2013 года развитие технологии CRISPR/Cas9 на основе прокариотической противовирусной системы позволило редактировать геном, и мутагенез может быть выполнен относительно легко in vivo.

## История
Ранние попытки мутагенеза с использованием излучения или химических мутагенов, были не-сайт-специфическими и приводили к случайным мутациям. Аналоги нуклеотидов и других химических веществ были впоследствии использованы для создания локализованных точечных мутаций, например, такие химические вещества как аминопурин, нитрозогуанидин и бисульфит. Сайт-направленный мутагенез был впервые применен в 1974 году в лаборатории Чарлза Вайсмана. Использовался нуклеотидный аналог N-4-гидроксицитидин, который индуцирует переход от GC к AT. Эти методы мутагенеза были, однако, ограничены видом мутации, и были не столь специфичны, как возникшие позже методы сайт-направленного мутагенеза.
В 1971 году Клайд Хатчисон и Маршалл Эджелл показали, что можно производить мутантов с небольшими фрагментами фага φX174 и нуклеазами рестрикции. Позже Хатчинсон с его сотрудником Майклом Смитом в 1978 году разработали более гибкий подход сайт-направленного мутагенеза с использованием олигонуклеотидов в методе расширения с помощью ДНК-полимеразы. Майкл Смит позже разделил Нобелевскую премию по химии в октябре 1993 года с Кэри Муллисом, который изобрел полимеразную цепную реакцию.
Основная процедура требует синтеза короткого ДНК-праймера. Этот синтетический праймер содержит требуемую мутацию и является дополнением к матричной ДНК вокруг сайта будущей мутации, поэтому он может гибридизоваться с ДНК в геноме. Мутация может быть единичным изменением основания (точечная мутация), множественным изменением основания, делецией или инсерцией. Однонитевой праймер затем удлиняется с использованием ДНК-полимеразы, которая копирует остальную часть гена. Таким образом, копируемый ген содержит мутантный сайт, а затем его вводят в клетку-хозяин в качестве вектора и клонируют. Наконец, мутанты выбираются путем секвенирования ДНК, чтобы убедиться, что они содержат нужную мутацию.
Оригинальный метод с использованием удлинения одного праймера был неэффективен из-за низкого выхода мутантов. Полученная в результате смесь содержит как оригинальный немутированный образец (дикий тип), а также мутантную нить ДНК, таким образом образуя смешанную популяцию мутантов и немутантов. Кроме того, используемый дикий тип находится в метилированном виде, в то время как в мутанте нить неметилирована и мутанты могут быть рестрицированы из-за наличие несоответствия системе модификации-рестрикции, что приводит к меньшему количеству мутантов. Поэтому впоследствии были разработаны методы с целью повышения эффективности мутагенеза.

## Методы
Большое количество методов доступно для направленного мутагенеза, хотя большинство из них в настоящее время редко используются в лабораториях с начала 2000-х годов, так как новые современные технологии предлагают более простые способы введения мутации конкретного участка в ген.

### Метод Кункеля
В 1985 году Томас Кункель применил метод, который облегчает необходимость выбора мутантов. Фрагмент ДНК, который предполагается мутировать вставляют в фазмиды, такие как M13mp18/19, а затем трансформируют в штамм E. coli с дефицитом двух ферментов, dUTPase (ИУ) и урацилдегликозилазу (UDG). Оба фермента является частью системы репарации ДНК, которая защищает бактериальную хромосому от мутаций спонтанного дезаминирования dCTP к dUTP. Дефицит dUTPase предотвращает разрушение dUTP, что приводит к высокому уровню dUTP в клетке. Дефицит урацилдегликозилазы предотвращает удаление урацила из вновь синтезированной ДНК. По мере того как в двойном мутанте E. coli реплицируется ДНК фага, его ферментативная система может, таким образом, неправильно вставлять dUTP вместо dTTP, что приводит к однонитевой ДНК, которая содержит несколько урацилов (ssU-DNA). SsU-DNA затем экстрагируют из бактериофага, который высвобождается в среду, а затем используют в качестве матрицы для мутагенеза. Олигонуклеотид, содержащий требуемую мутацию используется для удлинения праймера. Полученный гетеродуплекс ДНК, состоит из одной родительской немутантной цепи, содержащей dUTP и мутантной цепи, содержащей dTTP. ДНК затем трансформируют в штамм E.coli, несущий дикий тип генов ИУ и UDG. Затем урацил-содержащая родительская нить ДНК деградирует, так что почти все полученные ДНК состоят из мутантной нити.

### Кассетный мутагенез
В отличие от других методов, кассетный мутагенез может не включать в себя удлинение праймера с использованием ДНК-полимеразы. В этом способе фрагмент ДНК синтезируют, а затем встраивают в плазмиду. Он включает в себя расщепление с помощью фермента рестрикции на участке в плазмиде и последующего лигирования пары комплементарных олигонуклеотидов, содержащих мутацию в гене интереса в плазмиде. Как правило, ферменты рестрикции, которые разрезают плазмиду и олигонуклеотид являются такими же, что дает липкие концы плазмиды и вставки для лигирования друг с другом. Этот метод может давать мутанты, близкие к 100 % эффективности, но ограничивается наличием подходящих сайтов рестрикции, фланкирующих сайт, который должен быть мутирован.

### ПЦР сайт-направленный мутагенез

Изображение общей схемы клонирования библиотеки сайт-направленного мутагенеза (то есть используя дегенеративные олигонуклеотиды). Целевой ген накапливается с помощью ПЦР с олигонуклеотидами, которые содержат регион полностью комплементарный образцу (синий), и другим, который отличается по одному или более нуклеотидам (красный). Много таких праймеров содержат дегенерации в некомплементарном регионе используются в той же ПЦР, что приводит к различным продуктам ПЦР с разными мутациями в этом регионе (индивидуальные мутанты показаны разными цветами).

Ограниченное число сайтов рестрикции в кассетном мутагенезе может быть преодолено с помощью полимеразной цепной реакции с олигонуклеотидными «праймерами», таким образом, что больший фрагмент может быть сформирован, охватывая два удобных сайтов рестрикции. Экспоненциальная амплификация в ПЦР дает фрагмент, содержащий нужную мутацию в количестве достаточном, чтобы быть отделенным от оригинала, немутированной плазмиды, с помощью гель-электрофореза, который затем может быть вставлен в исходном контексте с использованием стандартных рекомбинантных методов молекулярной биологии. Есть много вариантов этого метода. Самый простой способ помещает сайт мутации к одному из концов фрагмента, в результате чего один из двух олигонуклеотидов, используемых для генерации фрагмента содержит мутацию. Этот способ включает в себя один шаг ПЦР, но по-прежнему имеет проблему требования подходящего сайта рестрикции вблизи сайта мутации, если не используется очень длинный праймер. Другие варианты, следовательно, используют три или четыре олигонуклеотида, два из которых может быть немутагенными олигонуклеотидами, которые охватывают два участка рестрикции и дают фрагмент, который может быть рестрицирован и лигирован в плазмиду, в то время как мутагенный олигонуклеотид может быть комплементарен к местоположению в пределах этого фрагмента от любого удобного сайта рестрикции. Эти методы требуют несколько этапов ПЦР так, чтобы конечный фрагмент, чтобы быть лигирован может содержать требуемую мутацию. Процесс проектирования для генерации фрагмента с желаемой мутацией и соответствующими сайтами рестрикции может быть громоздким. Программы, такие как SDM-Assist могут упростить данный процесс.

### Мутагенез всей плазмиды
Для манипуляций с плазмидами, другие методы сайт-направленного мутагенеза были вытеснены с помощью методов, которые являются весьма эффективными, но относительно простыми и легкими в использовании, а также коммерчески доступны в виде набора (кита). Примером этих методов является метод QuikChange, в котором пара комплементарных мутагенных праймеров используется для амплификации всей плазмиды в реакции термоциклирования с использованием высокоточной ДНК-полимеразы не вытесняющей нить ДНК, такой как полимераза pfu. Реакция производит никированную, кольцевую ДНК. Матричная ДНК должна быть устранена путем ферментативного расщепления с помощью фермента рестрикции, такого как DpnI, который является специфическим для метилированной ДНК. Все ДНК полученные из большинства штаммов кишечной палочки будут метилированными; плазмида-образец, которая синтезируется в E.coli, будет, таким образом, рестрицирована, в то время как плазмида с мутацией, которая генерируется в пробирке будет неметилированная, и останется нерестрицированной. Следует отметить, что в этих методах мутагенеза двунитевых плазмид, в то время как реакция термоциклирования может быть использована, нет необходимости в амплификации ДНК в ПЦР. Вместо этого, амплификация линейна, и поэтому нельзя сказать что это ПЦР, так как нет никакой цепной реакции.
Следует отметить, что pfu-полимераза может стать цепь-вытесняющей при более высокой температуре элонгации (≥70 °C), что может привести к неудаче эксперимента, поэтому реакция эжлогнации должна быть выполнена при рекомендуемой температуре 68 °C. В некоторых приложениях, этот метод приводит к вставке нескольких копий праймеров. Разновидность этого метода, называемая SPRINP, предотвращает этот артефакт и была использована в различных типах сайт-направленного мутагенеза.

### Сайт-направленный мутагенезin vivo
- Delitto Perfetto
- Перемещаемый «поп-ин поп-аут»
- Прямое удаление гена и сайт-специфический мутагенез с ПЦР и один маркер для переработки
- Прямое удаление гена и сайт-специфический мутагенез с ПЦР и один маркер для переработки с использованием длинных гомологичных областей
- Сайт-направленный мутагенез in vivo с использованием синтетических олигонуклеотидов

### CRISPR
С 2013 года развитие технологии CRISPR/Cas9 позволило эффективно вводить точечные мутации в геном самых разнообразных организмов. Метод не требует внедрения сайта транспозонов, не оставляет маркер, а его эффективность и простота сделала его предпочтительным методом для редактирования генома.

## Применение

Сайт-насыщающий мутагенез является типом сайт-направленного мутагенеза. Это изображение показывает насыщающий мутагенез единичной позиции в теоретическом белке из 10 остатков. Дикотиповая версия этого белка показана вверху, где M представляет первую аминокислоту метионин, а * представляет терминацию трансляции. Все 19 мутантов по позиции 5 изолейцина показаны ниже.

Сайт-направленный мутагенез используется для генерации мутаций, которые могут давать рационально разработанный белок, который имеет улучшенные или специальные свойства (белковая инженерия).
Инструменты исследования — специфические мутации в ДНК позволяющие исследовать функции и свойства последовательности ДНК или белка в рациональном подходе. Кроме того, единичные изменения аминокислоты путем сайт-направленного мутагенеза в белках могут помочь понять важность посттрансляционных модификаций. Например, изменение конкретного серина (фосфо-акцептор) на аланин (фосфо-нон-акцептор) в белковом субстрате блокирует прикрепленные фосфатную группу, таким образом, позволяя исследовать фосфорилирование. Этот подход был использован, чтобы раскрыть фосфорилирование белка CBP с помощью киназы HIPK2.
Коммерческие приложения — белки могут быть разработаны для получения мутантных форм с учетом для конкретного применения. Например, обычно используемые моющие средства для стирки могут содержать субтилизин, дикий тип которого имеет метионин, который может быть окислен с помощью отбеливателя, значительно снижая активность белка в процессе. Этот метионин может быть заменен на аланин или другие остатки, что делает его устойчивым к окислению, таким образом, сохраняя белок активным в присутствии хлорной извести.

## Синтез гена
Поскольку стоимость синтеза ДНК олигонуклеотидов падает, искусственный синтез полного гена в настоящее время является жизнеспособным методом для введения мутации в ген. Этот метод позволяет обширный мутагенез многих сайтов, включая полную реконструкцию использования кодонов гена, чтобы оптимизировать его для конкретного организма.